# Сін Син Чхан
Сін Син Чхан (кор. 신승찬, нар. 6 грудня 1994) — південнокорейська бадмінтоністка, бронзова призерка Олімпійських ігор 2016 року.

## Виступи на Олімпіадах
| Олімпіада           | Дисципліна    | Місце |
| ------------------- | ------------- | ----- |
| Ріо-де-Жанейро 2016 | парний розряд | 3     |